# 이바라키의 여름
"이바라키의 여름"(Summer of Ibaraki)은 한국에서 제작된 전성호 감독의 2015년 드라마, 다큐멘터리 영화이다.

## 기타
- 구성: 권초원
- 프로듀서: 전성호